# تامبال (تگزاس)
تامبال ، تگزاس(به انگلیسی: Tomball, Texas) شهری در ایالت تگزاس از ایالات جنوبی ایالات متحده آمریکا است. در سرشماری سال ۲۰۰۰ ، جمعیت این شهر ۹۸۴۳ نفر اعلام شد.